# アフガン・マスティフ

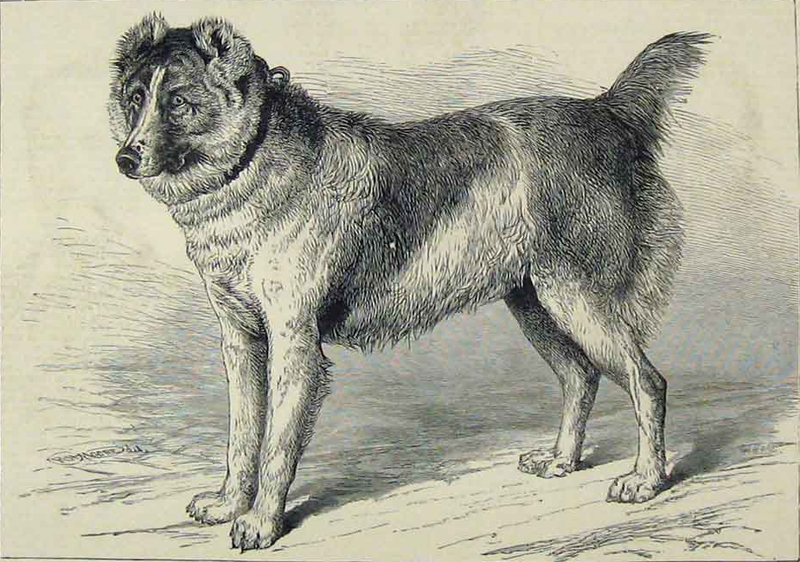
アフガン・マスティフ

アフガン・マスティフ（英：Afghan Mastiff）とは、アフガニスタン原産の番犬・闘犬用の犬種である。英語ではアライアン・マスティフ（英：Aryan Mastiff）、アライアン・モロサス（英：Aryan Molossus）とも、Khurasani Dogともいう。現地ではサゲ・クーチ（Sage kuchi）などと呼ばれている。

## 歴史
中央アジア原産のアラバイがもととなる原始的なマスティフタイプの犬種。セントラル・アジア・シェパード・ドッグの近縁種。別の言い方でサゲ・クーチ（Sage kuchi＝クーチ犬）ともいうが、それには幾つかのタイプがあるため敢えていうなら山岳型クーチという位置づけであろう。なお、ダリー語でsageは犬、kuchi(kuci)は遊牧民という意味である。
主に護畜犬、番犬として使役されるが、大柄で逞しい犬は闘犬としても使われている。デズモンド・モリスによれば、村と村のいざこざの決着をつけるための闘犬はデスマッチであり、どちらかが死ぬまで闘わせる。また負けた方は戦いで死ななくても勝った方の犬の村の者によって殺されることが多いという。
1979年のソビエトのアフガニスタン侵攻以来の内乱のためその数は激減したという。
紛争終結以後、アフガニスタンでは闘犬の人気が上がっており、比較的規模の大きな闘犬大会も開催されている。通常の闘犬では決着がついた時点で戦いは終わりとなるため、犬が死に至ることはまずない。

## 特徴
マスティフの中では原始的な姿をしていて、マズルは長めでコートはなめらかなショートコートであるが山岳部の厳しい気候に適応した上毛と下毛を持つダブルコートである。セントラル・アジア・シェパード・ドッグやトルクメン・アラバイに非常によく似ている。顎の力は強く、がっしりとした筋肉質の体つきをしていて、脚は太く長い。本来は垂れ耳、垂れ尾だが、現地では非常に短く断耳され、尾も根元から半分以内の長さに断尾される。毛色はブラックから明るいフォーンまで各色合いがあり、他には虎毛、斑。胸等に白い斑のある個体も多い。雄は60kg-70kg台で体重80kgを越える個体もいる反面、雌は40kg-50kg台（もちろん大柄な個体もいるが少ない）と性差が大きい。飼い主やその家族に忠実な反面、防衛本能は強く制御が必要。